# Ingenheim
Ingenheim település Franciaországban, Bas-Rhin megyében. Lakosainak száma 375 fő (2022. január 1.). Ingenheim Duntzenheim, Littenheim, Lupstein, Melsheim, Saessolsheim, Wilwisheim és Hochfelden községekkel határos.

## Népesség
A település népességének változása:
| Lakosok száma | 325  | 326  | 328  | 333  | 330  | 327  | 343  | 359  | 375  |
|               | 2013 | 2015 | 2016 | 2017 | 2018 | 2019 | 2020 | 2021 | 2022 |